# Explosiones Nucleares para la Economía Nacional
Explosiones Nucleares para la Economía Nacional, también llamado 'Programa #7', fue un programa de investigación de la Unión Soviética sobre el uso de las armas nucleares con fines pacíficos. Es análogo al Operación Plowshare estadounidense. La primera prueba llevada a cabo fue Chagan, el 15 de enero de 1965 en Semipalatinsk.

## Historia
En noviembre de 1949, poco después de la primera prueba nuclear soviética, Andrei Vishinski, el representante soviético ante las Naciones Unidas, emitió una declaración justificando el desarrollo nacional de la producción de armas nucleares, donde dice: 

El representante de la URSS declara que si bien la Unión Soviética tiene tantas bombas atómicas como las necesarias para el desdichado suceso de la guerra, las están usando para su economía interna; volando montañas, cambiando el curso de los ríos, regando los desiertos, trazando nuevos caminos en las regiones no holladas por pies humanos... El representante de la RSS de Ucrania señaló que, a pesar de que la URSS tenía posesión del conocimiento para la producción de energía atómica, no se había desviado de su insistencia en la prohibición de armas atómicas.

Sin embargo, la URSS no optó inmediatamente por establecer un programa, como lo hizo EE. UU. en 1958. Presumiblemente, su posición en favor de una prohibición completa de pruebas nucleares estancó cualquier esfuerzo de establecer un programa, hasta mediados de la década de 1960.
Cuando el programa Explosiones Nucleares para la Economía Nacional fue establecido formalmente, Alexander D. Zajarenkov, diseñador en jefe de armas, fue nombrado jefe del programa. Inicialmente, el programa se centró en dos aplicaciones, la excavación nuclear y la estimulación de petróleo, al igual que el programa de EE. UU. Sin embargo, rápidamente se inició el interés en otras aplicaciones, y en un plazo de cinco años, el programa soviético exploró activamente seis o siete aplicaciones, que implicaron la participación de unos diez departamentos del Estado. 
Una vez en marcha los soviéticos llevaron a cabo un programa mucho más vigoroso que la operación Plowshare de los estadounidenses, compuesto por unas 156 pruebas nucleares, algunas de ellas con varios dispositivos, entre 1965 y 1989. Estas pruebas tuvieron objetivos similares al programa estadounidense, con la salvedad de que seis de las detonaciones fueron consideradas de carácter aplicado, es decir, no son pruebas en sí, sino que se utilizaron para apagar incendios de pozos de gas fuera de control y un reventón de metano.
De hecho, había dos programas:
- El "Empleo de las tecnologías en explosivos nucleares en los Intereses de la Economía Nacional", también denominado "Programa 6", que incluía explosiones nucleares pacíficas industriales subterráneas y pruebas de nuevas tecnologías nucleares pacíficas. Como parte del programa, se llevaron a cabo 124 pruebas con 135 dispositivos. Los objetivos primarios del programa son el desarrollo de embalses, construcción de represas y canales, y creación de cavidades subterráneas para el almacenamiento de residuos tóxicos.
- "Explosiones nucleares con fines pacíficos para la Economía Nacional", también conocido como "Programa 7", implicaba pruebas de cargas nucleares industriales para su uso en actividades pacíficas. Las detonaciones nucleares se llevaron a cabo con el propósito declarado de la búsqueda de recursos minerales útiles con la sismología de reflexión, rompiendo cuerpos minerales, estimulando la producción de petróleo y gas, y la formación de cavidades subterráneas para el almacenamiento de hidrocarburos recuperados y de gas. Los números del "Programa" provienen del sistema de clasificación de explosiones nucleares de la URSS, los primeros cinco programas designan las diversas fases de desarrollo de armas nucleares.

En conjunto, el Programa 7 llevó a cabo 115 detonaciones, entre ellas:
- 39 explosiones con propósito de exploración geológica (tratando de encontrar nuevos depósitos de gas natural estudiando las ondas sísmicas generadas por una pequeña explosión).
- 25 explosiones para intensificar la recuperación de petróleo y gas de pozos naturales.
- 22 explosiones para crear depósitos subterráneos de gas natural.
- 5 explosiones para extinguir grandes fuentes de gas natural.
- 4 explosiones para crear canales y presas (incluyendo la prueba Chagan (prueba nuclear) en Kazajistán, y la prueba Taiga en una ruta potencial para el canal Pechora-Kama).
- 2 explosiones para triturar roca en minas a cielo abierto.
- 2 explosiones para crear depósitos subterráneos de desechos tóxicos.
- 1 explosión para facilitar la extracción de carbón en una mina subterránea.
- 19 explosiones fueron realizadas para realizar investigaciones científicas (estudiar la posible migración de la radiactividad desde el lugar de las explosiones).

Estas explosiones fueron financiadas por varios Ministerios: 51 explosiones fueron financiadas por el Ministerio de Geología, 26 explosiones fueron financiadas por el Ministerio de Gas Natural, 13 explosiones fueron financiadas porl el Ministerio de Petróleo, 19 explosiones fueron financiadas por el propio MinSredMash (el predecesor de la Agencia Federal de Energía Atómica). Se llevaron a cabo dos grandes explosiones de 140 y 105 kilotones; las demás fueron explosiones relativamente pequeñas, con un promedio de 12,5 kilotones. Por ejemplo, una bomba de 30 kilotones fue utilizada para cerrar la fuga de gas de un yacimiento en Urta-Bulak, Uzbekistán, que había estado abierto desde 1963, y pocos meses después un dispositivo de 47 kilotones fue usado para sellar un escape de gas a mayor presión en el yacimiento de gas Pamuk. Estos exitosos experimentos son citados como posibles precedentes para detener el derrame de petróleo en el Golfo de México.
La última explosión nuclear del Programa 7, de nombre código Rubin-1 fue realizada en Arjánkelsk, el 6 de septiembre de 1988 (36 años). La explosión fue parte de un programa sísmico de exploración geológica. Los soviéticos estuvieron de acuerdo en detener el programa de explosiones nucleares pacíficas a finales de 1988, como resultado de una iniciativa de desarme del entonces presidente Mijaíl Gorbachov.
Hay partidarios de la continuación del programa ENEN en la Rusia moderna. Ellos (por ejemplo, A. Koldobsky) afirman que el programa se ha pagado por sí mismo y salvó miles de millones de rublos de la URSS, y se pueden ahorrar aún más si se continuara. También alegan que las explosiones nucleares son el único medio factible para apagar grandes fuentes e incendios en los yacimientos de gas natural, y es la forma más segura y más viable económicamente para destruir las armas químicas.
Sus oponentes (incluyendo al académico A. V. Yablokov) afirman que todas las tecnologías nucleares con fines pacíficos tienen alternativas no nucleares y que muchas de estas pruebas causaron desastres nucleares.

## Problemas
Entre las catástrofes más citadas están la explosión "Kraton-3" en Vilyuy, Yakutia, 1978, que supuestamente iba a descubrir una gran cantidad de minerales ricos en diamantes. En cambio, la cantidad de diamantes era insignificante, pero la contaminación de plutonio de las fuentes de agua fue mucho mayor que lo previsto. Según Yablokov, el nivel de plutonio en el agua potable de la región de Vilyuy veinte años después de la explosión es diez mil veces superior a la norma sanitaria máxima.
Otra catástrofe se produjo como resultado de la explosión "Globus-1", cerca del pueblo de Galkino, a 40 km de la ciudad de Kineshma, el 19 de septiembre de 1971 (53 años). Fue una pequeña explosión nuclear subterránea de 2,5 kilotones, que formaba parte de un programa sismológico para la exploración geológica en busca de petróleo y gas. Inesperadamente una gran cantidad de gases radiactivos escaparon por las grietas en el suelo, contaminando un área de dos kilómetros de diámetro en una zona de la Rusia europea con una población relativamente densa. Para empeorar las cosas, un pequeño afluente del Volga, el Shacha, cambió su curso y amenazó con inundar el agujero de la explosión. Esto pudo haber llevado a la contaminación radiactiva de toda la región del Volga. Algunos ingenieros sugirieron construir un sarcófago (similar al "Object Shelter" de Chernobyl) sobre el lugar de las explosiones y excavar un canal de 12 km para mover el río Shacha lejos del lugar de la explosión, pero los planes parecían prohibitivamente caros.
Los experimentos llegaron a su fin con la adopción de una moratoria unilateral sobre las pruebas con armas nucleares en los sitios de pruebas soviéticos en 1989. Aunque esta fue principalmente planeada para respaldar la propuesta de Mijaíl Gorbachov para una prohibición mundial de las pruebas nucleares, los rusos aparentemente aplicaron la moratoria a los programas de pruebas nucleares pacíficas también.

## Conclusión
Como se ha mencionado, el programa para usos pacíficos de las armas nucleares fue mucho más grande que el programa estadounidense Plowshare tanto en términos de aplicaciones exploradas con experimentos en terreno y la medida en la que fueron introducidas en el campo industrial. Muchas de las aplicaciones, como el sondeo sísmico y la estimulación de petróleo, fueron exploradas en profundidad y al parecer tuvieron resultados positivos en cuanto a rentabilidad, y bajo riesgo para la seguridad pública. Muchos otros, como la creación de cámaras subterráneas, desarrollaron problemas técnicos significativos que oscurecieron su uso general. Algunos, como cerrar escapes de gas a presión, demostraron ser una tecnología única que todavía tiene posibilidades de uso como último recurso. Aun otras fueron puestas a prueba una o dos veces, pero no fueron estudiadas en profundidad debido a que nunca serían aplicadas. En general, el programa representó un esfuerzo técnico importante para explorar lo que en el momento parecía ser una tecnología nueva y prometedora, y generó una gran cantidad de datos, aunque solo una pequeña fracción se ha hecho pública.